# Блайт, Янус
Янус Блайт (род. 29 января 1951 года) — американская актриса и королева крика, известная ролями в фильмах ужасов. Сыграла главные роли в фильмах Уэса Крэйвена, Тоуба Хупера и других крупных режиссёров жанра во второй половине двадцатого века.
Наиболее известной стала роль Руби в хорроре «У холмов есть глаза» Уэса Крэйвена. Крэйвен хотел, чтобы актриса, играющая роль, была быстрой, и Блайт выиграла, наперегонки с другими девушками, пробовавшимися на роль.

## Фильмография
| Год  | Название                                         | Роль                         | Заметки            |
| ---- | ------------------------------------------------ | ---------------------------- | ------------------ |
| 1974 | Девушки с разворотов                             | соседка по комнате           | как Дженис Линн    |
| 1974 | Призрак рая                                      | группи                       | Дженис Ева Линн    |
| 1975 | Бобби и Роуз                                     | официантка / танцовщица      |                    |
| 1976 | Ловкачи гражданского диапазона                   | Силки                        | как Дженис Джордан |
| 1976 | Девочки из группы поддержки                      | чирлидер                     |                    |
| 1976 | Съеденные заживо                                 | Линетт                       |                    |
| 1976 | Резня в автомобильном кинотеатре                 | девушка на свидании с Аланом | как Тиффани Джонс  |
| 1977 | Заговор «Чёрный дуб»                             | Мелба Барнс                  |                    |
| 1977 | У холмов есть глаза                              | Руби                         |                    |
| 1977 | Расплавленный                                    | Нелл Уинтерс                 |                    |
| 1978 | Пляж Зума                                        | Дженнифер                    |                    |
| 1980 | Мэрилин: Нерассказанная история                  | роль неизвестна              |                    |
| 1984 | У холмов есть глаза, часть 2                     | Рэйчел / Руби                |                    |
| 1986 | Позвоночник                                      | Кэрри Лонеган                |                    |
| 1992 | Вторжение королев крика                          |                              | в роли себя        |
| 2010 | Видеомерзости: Моральная паника, цензура и видео |                              | на архивных кадрах |